# Liste des terrains de golf en France
La liste des clubs de golf en France référence les clubs de golf et leur(s) parcour(s) homologué(s) par la Fédération française de golf.
| Golf                                       | Région                     | Commune                      | Année de création | Nombre de trous | Référence |
| ------------------------------------------ | -------------------------- | ---------------------------- | ----------------- | --------------- | --------- |
| Pau Golf Club 1856                         | Nouvelle-Aquitaine         | Billère                      | 1856              | 18              | [ 1 ]     |
| Golf de Biattiz le Phare                   | Nouvelle-Aquitaine         | Biarritz                     | 1888              | 18              | [ 2 ]     |
| Dinard Golf                                | Bretagne                   | Saint-Briac-sur-Mer          | 1890              | 18              | [ 3 ]     |
| Golf Club Old Course de Cannes - Mandelieu | Provence-Alpes-Côte d'Azur | Mandelieu-la-Napoule         | 1891              | 36              | [ 4 ]     |
| Golf d'Aix-les-Bains                       | Auvergne-Rhône-Alpes       | Aix-les-Bains                | 1895              | 18              | [ 5 ]     |
| Golf de Valescure                          | Provence-Alpes-Côte d'Azur | Saint-Raphaël                | 1895              | 18              | [ 6 ]     |
| Golf de Dieppe-Pourville                   | Normandie                  | Dieppe                       | 1897              | 18              | [ 7 ]     |
| Racing Club de France                      | Île-de-France              | Versailles                   | 1901              | 36              | [ 8 ]     |
| Wimereux Golf Club                         | Hauts-de-France            | Wimereux                     | 1901              | 18              | [ 9 ]     |
| Evian Resort Golf Club                     | Auvergne-Rhône-Alpes       | Évian-les-Bains              | 1904              | 18              | [ 10 ]    |
| Golf du Touquet                            | Hauts-de-France            | Le Touquet-Paris-Plage       | 1904              | 45              | [ 11 ]    |
| Golf Vittel Ermitage                       | Grand Est                  | Vittel                       | 1905              | 18              | [ 12 ]    |
| Golf de la Nivelle                         | Nouvelle-Aquitaine         | Ciboure                      | 1907              | 18              | [ 13 ]    |
| Golf d'Étretat                             | Normandie                  | Étretat                      | 1908              | 18              | [ 14 ]    |
| Sporting Club de Vichy                     | Auvergne-Rhône-Alpes       | Bellerive-sur-Allier         | 1908              | 18              | [ 15 ]    |
| Golf de Chantilly                          | Hauts-de-France            | Vineuil-Saint-Firmin         | 1909              | 36              | [ 16 ]    |
| Golf de Fontainebleau                      | Île-de-France              | Fontainebleau                | 1909              | 18              | [ 17 ]    |
| Golf du Sart                               | Hauts-de-France            | Villeneuve-d'Ascq            | 1910              | 18              | [ 18 ]    |
| Monte Carlo Golf Club                      | Provence-Alpes-Côte d'Azur | La Turbie                    | 1911              | 18              | [ 19 ]    |
| Golf de Granville                          | Normandie                  | Bréville-sur-Mer             | 1912              | 27              | [ 20 ]    |
| Golf de Morfontaine                        | Hauts-de-France            | Mortefontaine                | 1913              | 27              | [ 21 ]    |
| Golf de Saint-Cloud                        | Île-de-France              | Garches                      | 1913              | 36              | [ 22 ]    |
| Golf de Nantes                             | Pays de la Loire           | Vigneux-de-Bretagne          | 1921              | 18              | [ 23 ]    |
| Golf de Fourqueux                          | Île-de-France              | Fourqueux                    | 1925              | 27              | [ 24 ]    |
| Golf des Sables d'Or                       | Bretagne                   | Fréhel                       | 1925              | 18              | [ 25 ]    |
| Golf d'Amiens                              | Hauts-de-France            | Querrieu                     | 1925              | 18              | [ 26 ]    |
| Golf de Beauvallon                         | Provence-Alpes-Côte d'Azur | Grimaud                      | 1926              | 18              | [ 27 ]    |
| Golf club d'Hossegor                       | Nouvelle-Aquitaine         | Soorts-Hossegor              | 1927              | 18              | [ 28 ]    |
| Golf de Cannes-Mougins                     | Provence-Alpes-Côte d'Azur | Mougins                      | 1927              | 18              | [ 29 ]    |
| Golf de Chantaco                           | Nouvelle-Aquitaine         | Saint-Jean-de-Luz            | 1928              | 18              | [ 30 ]    |
| Golf de Reims                              | Grand Est                  | Gueux                        | 1928              | 18              | [ 31 ]    |
| Golf Barrière de Deauville                 | Normandie                  | Deauville                    | 1929              | 54              | [ 32 ]    |
| Golf Lys-Chantilly                         | Hauts-de-France            | Lamorlaye                    | 1929              | 36              | [ 33 ]    |
| Golf de Chamonix                           | Auvergne-Rhône-Alpes       | Chamonix-Mont-Blanc          | 1930              | 18              | [ 34 ]    |
| Golf de Saint-Germain                      | Île-de-France              | Saint-Germain-en-Laye        | 1934              | 18              | [ 35 ]    |
| Golf Club de Strasbourg                    | Grand Est                  | Illkirch-Graffenstaden       | 1935              | 27              | [ 36 ]    |
| Golf de Nancy                              | Grand Est                  | Aingeray                     | 1935              | 18              | [ 37 ]    |
| Golf de Valenciennes                       | Hauts-de-France            | Marly                        | 1935              | 9               | [ 38 ]    |
| Golf du Domaine de Divonne                 | Auvergne-Rhône-Alpes       | Divonne-les-Bains            | 1935              | 18              | [ 39 ]    |
| Golf International de La Baule             | Pays de la Loire           | Saint-André-des-Eaux         | 1935              | 45              | [ 40 ]    |
| Golf Aix-Marseille                         | Provence-Alpes-Côte d'Azur | Aix-en-Provence              | 1936              | 18              | [ 41 ]    |
| Golf de Prunevelle                         | Bourgogne-Franche-Comté    | Dampierre-sur-le-Doubs       | 1938              | 18              | [ 42 ]    |
| Golf d'Ozoir-La-Ferrière                   | Île-de-France              | Ozoir-la-Ferrière            | 1947              | 27              | [ 43 ]    |
| Golf Club de Toulouse                      | Occitanie                  | Vieille-Toulouse             | 1950              | 18              | [ 44 ]    |
| Golf de Pornic                             | Pays de la Loire           | Pornic                       | 1950              | 18              | [ 45 ]    |
| Golf de Chiberta                           | Nouvelle-Aquitaine         | Anglet                       | 1953              | 18              | [ 46 ]    |
| Golf du lac d'Annecy                       | Auvergne-Rhône-Alpes       | Talloires-Montmin            | 1953              | 18              | [ 47 ]    |
| Golf d'Hardelot                            | Hauts-de-France            | Neufchâtel-Hardelot          | 1954              | 36              | [ 48 ]    |
| Golf Club de Cabourg Le Hôme               | Normandie                  | Varaville                    | 1955              | 18              | [ 49 ]    |
| Golf de l'Hirondelle Angoulême             | Nouvelle-Aquitaine         | Angoulême                    | 1955              | 18              | [ 50 ]    |
| Golf de Rouen Mont-Saint-Aignan            | Normandie                  | Mont-Saint-Aignan            | 1955              | 18              | [ 51 ]    |
| Golf de Mazamet La Barouge                 | Occitanie                  | Pont-de-Larn                 | 1956              | 18              | [ 52 ]    |
| Golf International d'Arcachon              | Nouvelle-Aquitaine         | La Teste-de-Buch             | 1956              | 18              | [ 53 ]    |
| Golf de Troyes La Cordelière               | Grand Est                  | Chaource                     | 1958              | 18              | [ 54 ]    |
| Golf de Saint-Nom-la-Bretèche              | Île-de-France              | Saint-Nom-la-Bretèche        | 1959              | 36              | [ 55 ]    |
| Golf des Flandres                          | Hauts-de-France            | Marcq-en-Barœul              | 1959              | 9               | [ 56 ]    |
| Golf de Mignaloux                          | Nouvelle-Aquitaine         | Mignaloux-Beauvoir           | 1960              | 18              | [ 57 ]    |
| Golf de Saint-Cast Côte d'Émeuraude        | Bretagne                   | Saint-Cast-le-Guildo         | 1960              | 18              | [ 58 ]    |
| Golf du Coudray Montceaux                  | Île-de-France              | Le Coudray-Montceaux         | 1960              | 18              | [ 59 ]    |
| Golf de Cornouaille                        | Bretagne                   | La Forêt-Fouesnant           | 1961              | 18              | [ 60 ]    |
| Golf de Coutainville                       | Normandie                  | Agon-Coutainville            | 1961              | 18              | [ 61 ]    |
| Golf des 24 Heures - Le Mans               | Pays de la Loire           | Mulsanne                     | 1961              | 18              | [ 62 ]    |
| Golf PGA France du Vaudreuil               | Normandie                  | Le Vaudreuil                 | 1961              | 18              | [ 63 ]    |
| Golf Bordelais                             | Nouvelle-Aquitaine         | Bordeaux                     | 1962              | 18              | [ 64 ]    |
| Golf de Lannemezan                         | Occitanie                  | Lannemezan                   | 1962              | 18              | [ 65 ]    |
| Golf de Metz Chérisey                      | Grand Est                  | Chérisey                     | 1963              | 18              | [ 66 ]    |
| Golf de la Commanderie                     | Auvergne-Rhône-Alpes       | Crottet                      | 1964              | 18              | [ 67 ]    |
| Golf de Domont-Montmorency                 | Île-de-France              | Domont                       | 1964              | 18              | [ 68 ]    |
| Golf de Valcros                            | Provence-Alpes-Côte d'Azur | La Londe-les-Maures          | 1964              | 18              | [ 69 ]    |
| Golf du Prieuré                            | Île-de-France              | Sailly                       | 1964              | 36              | [ 70 ]    |
| Golf municipal de Bréhal                   | Normandie                  | Bréhal                       | 1964              | 9               | [ 71 ]    |
| Golf Club de Lyon                          | Auvergne-Rhône-Alpes       | Villette-d'Anthon            | 1965              | 36              | [ 72 ]    |
| Golf d'Angers                              | Pays de la Loire           | Les Garennes sur Loire       | 1965              | 18              | [ 73 ]    |
| Golf de Rochefort                          | Île-de-France              | Rochefort-en-Yvelines        | 1965              | 18              | [ 74 ]    |
| Golf de Saint-Samson                       | Bretagne                   | Pleumeur-Bodou               | 1965              | 18              | [ 75 ]    |
| Golf de Bondues                            | Hauts-de-France            | Bondues                      | 1966              | 36              | [ 76 ]    |
| Golf de Sully-sur-Loire                    | Centre-Val de Loire        | Sully-sur-Loire              | 1966              | 18              | [ 77 ]    |
| Golf de Combles en Barrois                 | Grand Est                  | Combles-en-Barrois           | 1967              | 18              | [ 78 ]    |
| Golf de La Bretesche                       | Pays de la Loire           | Missillac                    | 1967              | 18              | [ 79 ]    |
| Golf de Besançon                           | Bourgogne-Franche-Comté    | La Chevillotte               | 1968              | 18              | [ 80 ]    |
| Golf de Chaumont-en-Vexin                  | Hauts-de-France            | Chaumont-en-Vexin            | 1968              | 18              | [ 81 ]    |
| Golf de Luchon                             | Occitanie                  | Montauban-de-Luchon          | 1968              | 9               | [ 82 ]    |
| Golf Club de Nîmes Campagne                | Occitanie                  | Nîmes                        | 1969              | 24              | [ 83 ]    |
| Golf d'Ormesson                            | Île-de-France              | Ormesson-sur-Marne           | 1969              | 18              | [ 84 ]    |
| Golf de Brigode                            | Hauts-de-France            | Villeneuve-d'Ascq            | 1970              | 18              | [ 85 ]    |
| Golf public du Nivernais                   | Bourgogne-Franche-Comté    | Magny-Cours                  | 1970              | 18              | [ 86 ]    |
| Golf du Rhin                               | Grand Est                  | Chalampé                     | 1970              | 18              | [ 87 ]    |
| Golf Isabella                              | Île-de-France              | Plaisir                      | 1970              | 18              | [ 88 ]    |
| Golf des Arcs                              | Auvergne-Rhône-Alpes       | Arc 1800                     | 1971              | 27              | [ 89 ]    |
| Golf de Dijon Bourgogne                    | Bourgogne-Franche-Comté    | Norges-la-Ville              | 1971              | 24              | [ 90 ]    |
| Golf de Saint-Laurent                      | Bretagne                   | Auray                        | 1972              | 27              | [ 91 ]    |
| Golf de Villarceaux                        | Île-de-France              | Chaussy                      | 1972              | 27              | [ 92 ]    |
| Golf de Cherbourg                          | Normandie                  | Cherbourg-en-Cotentin        | 1973              | 9               | [ 93 ]    |
| Golf de Touraine                           | Centre-Val de Loire        | Ballan-Miré                  | 1973              | 18              | [ 94 ]    |
| Golf de Palmola                            | Occitanie                  | Buzet-sur-Tarn               | 1974              | 18              | [ 95 ]    |
| Golf d'Utah Beach                          | Normandie                  | Fontenay-sur-Mer             | 1974              | 18              | [ 96 ]    |
| Golf de Clairis                            | Bourgogne-Franche-Comté    | Savigny-sur-Clairis          | 1975              | 18              | [ 97 ]    |
| Golf de Saint-Cyprien                      | Occitanie                  | Saint-Cyprien                | 1975              | 27              | [ 98 ]    |
| Golf Club d'Aubazine-Corrèze               | Nouvelle-Aquitaine         | Aubazines                    | 1976              | 27              | [ 99 ]    |
| Golf de Chalon-sur-Saône                   | Bourgogne-Franche-Comté    | Châtenoy-en-Bresse           | 1976              | 24              | [ 100 ]   |
| Golf de l'École de l'Air                   | Provence-Alpes-Côte d'Azur | Salon-de-Provence            | 1976              | 18              | [ 101 ]   |
| Golf de Royan                              | Nouvelle-Aquitaine         | Saint-Palais-sur-Mer         | 1976              | 33              | [ 102 ]   |
| Golf de Saint-Aubin                        | Île-de-France              | Saint-Aubin                  | 1976              | 33              | [ 103 ]   |
| Golf de Villacoublay                       | Île-de-France              | Vélizy-Villacoublay          | 1976              | 18              | [ 104 ]   |
| Domaine golf de Saint-Lazare               | Nouvelle-Aquitaine         | Limoges                      | 1977              | 18              | [ 105 ]   |
| Golf Club Méribel                          | Auvergne-Rhône-Alpes       | Les Allues                   | 1977              | 18              | [ 106 ]   |
| Golf de Bordeaux-Lac                       | Nouvelle-Aquitaine         | Bordeaux                     | 1977              | 45              | [ 107 ]   |
| Golf de Meaux Boutigny                     | Île-de-France              | Boutigny                     | 1977              | 27              | [ 108 ]   |
| Golf de Mont de Marsan                     | Nouvelle-Aquitaine         | Saint-Avit                   | 1977              | 18              | [ 109 ]   |
| Golf Club de Périgueux                     | Nouvelle-Aquitaine         | Marsac-sur-l'Isle            | 1979              | 27              | [ 110 ]   |
| Golf de Thumeries-Moncheaux                | Hauts-de-France            | Thumeries                    | 1979              | 18              | [ 111 ]   |
| Golf de Nampont-Saint-Martin               | Hauts-de-France            | Nampont                      | 1981              | 36              | [ 112 ]   |
| Golf de l'Ailette                          | Hauts-de-France            | Cerny-en-Laonnois            | 1984              | 18              | [ 113 ]   |
| Golf des volcans                           | Auvergne-Rhône-Alpes       | Orcines                      | 1984              | 36              | [ 114 ]   |
| Golf de Dunkerque                          | Hauts-de-France            | Téteghem-Coudekerque-Village | 1987              | 18              | [ 115 ]   |
| Golf de Menneville                         | Hauts-de-France            | Menneville                   | 1987              | 9               | [ 116 ]   |
| Golf de Saint-Quentin - Mesnil             | Hauts-de-France            | Mesnil-Saint-Laurent         | 1987              | 9               | [ 117 ]   |
| Golf de Champagne                          | Hauts-de-France            | Villers - Agron              | 1988              | 18              | [ 118 ]   |
| Golf de Rebetz                             | Hauts-de-France            | Chaumont-en-Vexin            | 1988              | 18              | [ 119 ]   |
| Golf de Salouël                            | Hauts-de-France            | Salouël                      | 1988              | 9               | [ 120 ]   |
| Golf du château d'Humières                 | Hauts-de-France            | Monchy-Humières              | 1988              | 18              | [ 121 ]   |
| Golf du Val-Secret                         | Hauts-de-France            | Château-Thierry              | 1988              | 18              | [ 122 ]   |
| Les Parcours - Golf d'Arras                | Hauts-de-France            | Anzin-Saint-Aubin            | 1988              | 27              | [ 123 ]   |
| Golf de Saint-Omer                         | Hauts-de-France            | Acquin-Westbecourt           | 1989              | 18              | [ 124 ]   |
| Golf des Templiers                         | Hauts-de-France            | Ivry-le-Temple               | 1989              | 18              | [ 125 ]   |
| Golf éducatif de Douai                     | Hauts-de-France            | Douai                        | 1989              | 6               | [ 126 ]   |
| Golf de Raray                              | Hauts-de-France            | Raray                        | 1990              | 27              | [ 127 ]   |
| Golf de Ruminghem                          | Hauts-de-France            | Ruminghem                    | 1990              | 18              | [ 128 ]   |
| Golf de Sperone                            | Corse                      | Bonifacio                    | 1990              | 18              | [ 129 ]   |
| Golf Club de Lezza Sud Corse               | Corse                      | Porto-Vecchio                | 1991              | 9               | [ 130 ]   |
| Golf de Rennes Saint-Jacques               | Bretagne                   | Saint-Jacques-de-la-Lande    | 1991              | 18              | [ 131 ]   |
| Golf d'Apremont                            | Hauts-de-France            | Apremont                     | 1992              | 18              | [ 132 ]   |
| Golf de Belle-Dune                         | Hauts-de-France            | Fort-Mahon-Plage             | 1992              | 18              | [ 133 ]   |
| Golf de la forêt de Chantilly              | Hauts-de-France            | Vineuil-Saint-Firmin         | 1992              | 18              | [ 134 ]   |
| Golf du parc d'Olhain                      | Hauts-de-France            | Fresnicourt-le-Dolmen        | 1992              | 9               | [ 135 ]   |
| Golf le Vert-Parc                          | Hauts-de-France            | Illies                       | 1992              | 18              | [ 136 ]   |
| Golf de Mormal                             | Hauts-de-France            | Preux-au-Sart                | 1993              | 18              | [ 137 ]   |
| Golf Club Borgo                            | Corse                      | Bastia                       | 1993              | 9               | [ 138 ]   |
| Golf d'Orléans-Limère                      | Centre-Val de Loire        | Ardon                        | 1993              | 24              | [ 139 ]   |
| Golf du Reginu                             | Corse                      | Speloncato                   | 1994              | 9               | [ 140 ]   |
| Golf de Béthune                            | Hauts-de-France            | Béthune                      | 1996              | 9               | [ 141 ]   |
| Golf de Preisch                            | Grand Est                  | Basse-Rentgen                | 1996              | 27              | [ 142 ]   |
| Golf de Lille Métropole                    | Hauts-de-France            | Ronchin, Lezennes, Lesquin   | 1998              | 27              | [ 143 ]   |
| GOLF CSA BA 126                            | Corse                      | Ghisonaccia                  | 2003              | 6               | [ 144 ]   |
| Golf du Cambresis                          | Hauts-de-France            | Niergnies                    | 2004              | 18              | [ 145 ]   |
| Inesis Golf Park                           | Hauts-de-France            | Marcq-en-Barœul              | 2005              | 9               | [ 146 ]   |
| Golf du Bois-des-Retz                      | Hauts-de-France            | Sin-le-Noble                 | 2008              | 9               | [ 147 ]   |
| Golf de Mérignies                          | Hauts-de-France            | Mérignies                    | 2008              | 27              | [ 148 ]   |
| Golf Educatif du Marais Gœulzin            | Hauts-de-France            | Gœulzin                      | 2012              | 9               | [ 149 ]   |
| Murtoli Golf Links                         | Corse                      | Sartène                      | 2014              | 9               | [ 150 ]   |
| Golf de Soissons                           | Hauts-de-France            | Soissons                     | 2022              | 9               | [ 151 ]   |

## Grand-Est
- Golf d'Arc-en-Barrois
- Golf de la forêt d'Orient dans le Parc naturel régional de la forêt d'Orient
- Golf de Margut
- Golf de l'Ermitage
- Golf de Châlons-en-Champagne
- Ardennes Golf Club
- Golf de Champagne
- Csag Golf de Mourmelon
- Golf de La Largue
- Golf du Fort
- Golf Club des Bouleaux
- Golf de La Wantzenau
- Alsace Golf Links
- Golf d'Ammerschwihr
- Golf Club
- Golf Club Soufflenheim
- Golf du château de Hombourg
- Golf du pays de Sarrebourg
- Golf de Sarreguemines
- Golf Club de Vittel Hazeau
- Golf de Bitche
- Golf de Faulquemont
- Golf Club d'Avrainville
- Golf de Metz Technopôle
- Golf de Nancy Pulnoy
- Domaine de la Grange aux Ormes
- Golf Club des images d'Épinal
- Golf Club de Madine
- Golf la Ligne Bleue des Vosges

## Bourgogne-Franche-Comté
- Golf du château de Missery
- Golf de Céron
- Golf de Givalois
- Golf d'Autun
- Golf de Salives
- Golf du Pré Lamy, à Vic-sous-Thil
- Golf de Venarey-les-Laumes
- Golf de La Chassagne
- Golf de Tanlay
- Golf du Sénonais, à Lixy
- Golf de MâconLa-Salle
- Golf de Quetigny Grand Dijon
- Golf du château d'Avoise
- Golf du château de Chailly
- Golf du Roncemay
- Golf de Beaune Levernois
- Golf du Rochat
- Golf de Saint-Claude
- Golf du Mont-Saint-Jean
- Golf de Pontarlier
- Golf de Luxeuil-Bellevue
- Golf de Rougemont-le-Château
- Golf public du Val d'Amour
- Golf du Val de Sorne
- Golf du château de Bournel

## Auvergne-Rhône-Alpes
- Golf de Haute-Auvergne
- Golf Club du Val-de-Cher
- Golf Club de Vézac-Aurillac
- Golf Val-Saint-Jean
- Golf du Puy-en-Velay
- Golf du Chambon-sur-Lignon
- Golf de Moulins-les-Avenelles
- Golf de Charade
- Golf du Mont-Dore
- Golf de Briailles
- Golf de Sainte-Agathe
- Golf de Riom
- Golf International de la forêt de Montpensier
- Centre entr. Golf du Leman
- Golf le Rocher-Blanc
- Golf du lac de Tignes
- Club de Golf de la rosière
- Golf du Roannais
- Golf Club des Deux-Alpes
- Golf Club Avoriaz
- Golf du domaine de Sagnol
- Golf Club Uriage
- Mornex Golf Club
- Golf de l'Alpe-d'Huez
- Golf de Flaine-Les Carroz
- Golf de Corrençon-en-Vercors
- Jiva Hill Golf Club
- Golf Club de La Valserine
- Golf de Courchevel
- Golf du Mont d'Arbois
- Golf Les Gets
- Golf de Saint-Étienne
- Golf & Country Club de Bossey
- Golf international de Grenoble
- Golf de Gonville
- Golf du Belvédère
- Golf Club des Serves
- Golf Club Chapelle-en-Vercors
- Golf Club du Forez
- Golf des Étangs
- Golf de Bourg-en-Bresse
- Golf de la Manchette
- Superflu Golf Club
- Golf de la Bièvre
- Golf de Maison-Blanche
- Golf de Seyssins
- Golf de Machilly
- Golf Club Esery
- Golf de Grenoble Charmeil
- Golf de la Bresse
- Golf de l'Hippodrome
- Golf du Clou
- Easy Golf
- Golf de la Sorelle
- Golf des Chanalets
- Golf Public des Trois-Vallons
- Golf de Valence Saint-Didier
- Golf du Granier-Apremont
- Golf du Gouverneur
- Golf de Miribel Jonage
- Golf du Beaujolais
- Golf du Domaine Saint-Clair
- Golf de la Drôme Provençale
- Golf de Lyon-Chassieu
- Golf Club de Mionnay-la-Dombes
- Lyon Salvagny Golf Club
- Golf d'Albon
- Golf de Lyon-Verger
- Golf de La Valdaine

## Occitanie
- Golf de Fleurance
- Golf de Gascogne
- Golf du Totche
- Golf Club d'Aiguelèze
- Golf de Laloubère
- Lourdes Golf Club
- Golf du Château de Pallanne
- Golf de l'Ariège
- Golf Country-Club de Bigorre
- Golf de Castres Gourjade
- Golf d'Auch-Embats
- Golf Club d'Espalais
- Golf de Fiac
- Golf de Salies-du-Salat
- Golf de Mézeyrac-Laguiole
- Golf du Comminges
- Souillac Country-Club
- Golf des Roucous
- Golf du Grand-Rodez
- Golf du Chateau de Barbet
- Florentin Hills Golf
- Golf de Montal
- Golf Las Martines
- Golf Estolosa
- Golf des Aiguillons
- Golf de Tarbes les Tumulus
- Golf Saint-Gabriel
- Golf d'Eauze
- Golf de Téoula
- Golf Albi Lasbordes
- Golf de la Ramée (Toulouse)
- Golf de Toulouse-Seilh
- Golf compact d'Amélie-les-Bains
- Golf de La Garde-Guérin
- Golf du domaine de Barres
- Golf de Font-Romeu
- Golf de Lamalou-les-Bains
- Golf de Coulondres
- Golf club de Carcassonne
- Golf des gorges du Tarn
- Golf de Nîmes Vacquerolles
- Golf Pitch & Putt Sainte-Rose
- Golf de Falgos
- Golf de Montpellier
- Golf club de Montpellier Massane
- Golf club d'Uzès
- Golf de La Grande-Motte
- Golf du Cap-d'Agde

## Provence-Alpes-Côte d'Azur
- Golf de Montgenevre
- Sporting Club Maeva Camargue
- Golf de Villeneuve-Loubet
- Golf de Taulane
- Golf de Tour d'Opio
- Golf des Baux-de-Provence
- City Golf
- Académie Autiero
- Golf du Claux-Amic
- Golf de Toursainte
- Marseille Golf Club
- Golf d'Allauch
- Golf Club Saint-Martinois
- Golf de Marseille La Salette
- Golf de Vievola
- Royal Mougins Golf Club
- Valberg Golf Club
- Riviera Golf de Barbossi
- Golf Alpes Provence Gap Bayard
- Le Provençal Golf
- Golf Club de Barbentane
- Gassin Golf Country-Club
- Golf de Biot
- Golf Orange
- Golf de Digne la Lavande
- Golf international de l'Estérel
- Golf du Bois-Chenu
- Golf de Servanes
- Golf Club de Miramas
- Terre Blanche Golf Club
- Set Golf
- Golf Opio Valbonne
- Golf de la Grande Bastide
- Golf de la Cabre d'Or
- Aix Golf
- Golf Country-Club de Nice
- Golf de Sainte-Maxime
- Golf du Luberon
- Golf de La Sainte-Baume
- Golf de Barbaroux
- Golf de Roquebrune
- Golf Hôtel du Castellet
- Golf du Grand-Avignon
- Victoria Golf Club
- As Golf Practice Côte Bleue
- Golf Country-Club de Saint-Donat
- Golf de Valgarde
- Golf Grand-Jardin
- Golf International de Pont-Royal
- Sainte-Victoire Golf Club
- Golf de Saint-Endréol
- Golf Dolce Frégate Provence
- Provence Country-Club
- Garden Golf d'Avignon
- Golf de l'Estérel
- Golf de l'Académie
- Golf d'Aix-Marseille

## Normandie
- Golf de l'Amirauté
- Golf de Bagnoles-de-l'Orne
- Bayeux Omaha Beach Golf
- Golf de Bellême
- Golf public de Cabourg
- Golf de Caen
- Golf Center Parcs des Bois-Francs
- Golf du Champ de Bataille
- Golf de Clécy
- Golf de la Côte des Isles
- Golf de Deauville Saint-Gatien
- Golf d'Évreux
- Golf Club Flers-Le Houlme
- Golf de Gaillon
- Golf de Garcelles
- Golf du Havre
- Golf de Bévilliers
- Golf d'Houlgate
- Golf de Jumièges
- Golf de Léry-Poses
- Golf compact de Louvigny
- Golf Centre Manche
- Golf de Mannevillette
- Golf de la Presqu'île du Cotentin
- Golf de Rouen La Forêt Verte
- Golf Barrière de Saint-Julien
- Golf compact de Saint-Lô
- Golf de Saint-Saëns
- Golf de Vire la Dathée
- Golf de Yerville

## Bretagne
- Golf de La Corbinais
- Carhaix Golf
- Golf de l'Orangerie de Lanniron (réseau Golfy)
- Golf de Brest Pen-Ar-Bed
- Golf de Belle-Île-en-Mer
- Golf de Brest Iroise
- Golf de Brest les Abers
- Golf de Bégard (réseau Golfy)
- Golf de Caden
- Golf Gilles-de-Boisgelin
- Golf de Rimaison
- Golf de Kerbernez
- Golf de Gaea Lancieux
- Golf de Tremereuc
- Golf de la Crinière
- Golf de Carantec
- Golf de Ploermel Lac au Duc
- Golf des Ajoncs d'Or
- Golf de Val Quéven
- Golf de Ploemeur Océan
- Golf des Rochers Sévigné
- Golf de Cesson-Sévigné
- Golf de La Freslonniere
- Golf de l'Odet
- Golf de Pléneuf-Val-André
- Golf de Saint-Malo
- Golf de Cicé-Blossac
- Golf de Baden
- Golf de Rhuys Kerver
- Cap Malo Le Golf
- Golf du Domaine des Ormes

## Pays de la Loire
- Golf d'Alencon-en-Arçonnay
- Golf des Olonnes
- Golf de Cholet
- Golf Club de Laval
- Golf de Saumur
- Golf de Treffieux
- Golf de Sargé-lès-Le-Mans
- Golf de Montjoie
- Golf de Saint-Jean-de-Monts
- Golf de Baugé
- Golf des Fontenelles
- Golf de Port Bourgenay
- Golf de la Vigne
- Golf des Alouettes
- Golf de l'Île-d'Or
- Golf du Croisic
- Néo golf
- Golf de Carquefou
- Golf de Guérande
- Golf de Nantes-Erdre
- Garden Golf d'Anjou
- Golf de Savenay
- Golf de Sablé Solesmes
- Golf de Saint-Sébastien
- Golf Blue Green de la Domangère

## Centre-Val de Loire
- Swin Golf de Brou
- Bourges Golf Club
- Golf de Fleuray-Amboise
- Golf de Ganay
- Golf de La Bosse
- Golf de la Carte
- Golf de La Gloriette
- Golf de la Picardière
- Golf de la Vallée de Germigny
- Golf de Loches-Verneuil
- Golf de Marcilly
- Golf de Nancay
- Golf d'Orléans-Donnery
- Golf de Sologne
- Golf de Spoir
- Golf de Tours Ardrée
- Golf de Vaugouard
- Golf de Vouvray-la-Cisse
- Golf des Aisses
- Golf des Dryades
- Golf des Sarrays
- Golf du Bois d'O
- Golf du château d'Augerville
- Golf du château de Cheverny
- Golf du château de Maintenon
- Golf des Sept-Tours
- Golf du Perche
- Golf du Sancerrois
- Golf du Val-de-l'Indre
- Golf Parc Robert-Hersant
- Les Bordes Golf International

## Nouvelle-Aquitaine
- Golf du Thouarsais
- Golf des Châlons
- Golf d'Oléron
- Golf d'Aubeterre
- Golf International de La Prèze
- Golf du Haut-Poitou
- Golf du Connétable
- Golf Club de Niort
- Golf de Mazières-en-Gâtine
- Golf du Domaine Saint-Hilaire
- Golf Club de Montendre
- Golf du Cognac
- Golf de la Prée la Rochelle
- Golf de Saintonge
- Golf de Trousse Chemise
- Golf du Château de La Vallade
- Golf Club du Bocage Bressuirais
- La Palmyre Golf Club
- Golf du Pays Rochefortais
- Golf Resort Domaine des Forges
- Bourganeuf 2000
- Golf de la Jonchère
- Golf Club de Mortemart
- Golf de Neuvic
- Golf de Saint-Junien
- Golf de la Porcelaine
- Golf du Chammet
- Golf Club de Brive
- Golf de Barthe
- Golf de la Cité Verte
- Les Greens d'Eugénie
- Golf Epherra
- Oloron Golf Club les Vallées
- Golf Agen Boe
- Golf de la Forge
- Makila Golf Club
- Golf d'Agen Bon-Encontre
- Golf d'Essendiéras
- Golf de Marmande
- Golf Château Les Merles
- Golf de Salies-de-Béarn
- Golf de Biscarrosse
- Golf de Pau-Artiguelouve
- Golf d'Ilbarritz
- Golf d'Albret
- Golf de Pinsolle
- Golf d'Arcangues
- Golf de la Marterie
- Golf du Phare
- Villeneuve sur Lot Golf & Country-club
- Golf de Moliets
- Golf de Casteljaloux
- Golf du Domaine de Rochebois
- Golf de Seignosse
- Golf de La Méjanne
- Golf des Graves et du Sauternais
- Golf de Teynac
- Golf de Bordeaux-Cameyrac
- Golf de Pessac
- Golf de Gujan-Mestras
- Golf des Aiguilles Vertes
- Golf Club de Mimizan
- Golf de Margaux
- Golf du Médoc
- Golf International de Lacanau
- Golf de Villenave d'Ornon

## Île-de-France
- Golf de la Croix des Anges
- Golf UCPA de Bois-le-Roi
- Golf de Saint-Germain-lès-Corbeil
- Golf de Greenparc
- Golf de Gif Chevry
- Golf de Villeray
- Golf d'Etiolles
- Golf de Bélesbat
- Golf de Mennecy-Chevannes
- Golf des Bruyères
- Golf de Morangis La Galande
- Golf de Saint-Ouen-l'Aumone
- Golf du Stade Français Courson
- Golf de Gadancourt
- Golf de Noisy-le-Roi
- Golf d'Écancourt
- Golf de Seraincourt
- Golf de Marivaux
- Golf de La Poudrerie
- Golf de Forges-les-Bains
- Crécy Golf
- Golf de Montereau-la-Forteresse
- Golf de Lésigny-Réveillon
- Golf de Joyenval
- Golf de Bussy-Guermantes
- Golf Clément-Ader
- Golf de La Marsaudière
- Golf Club d'Ableiges
- Golf de Gonesse
- Paris International Golf Club (Baillet-en-France)
- Bellefontaine Golf Club
- Golf de Marolles-en-Brie
- Golf de Guerville
- Golf de Val-Grand
- Golf de Maisons-Laffitte
- Golf de Villennes-sur-Seine
- Golf de Torcy
- Golf de Cergy-Pontoise
- Golf Disneyland Paris
- Golf de Villacoublay
- Golf de Rosny-sous-Bois
- Golf de Cély
- Golf des Yvelines
- Golf du Château de la Chouette
- Golf de L'Isle-Adam
- Golf des Boucles-de-Seine
- Golf de Buc-Grand-Versailles
- Golf de Verrières-Le Buisson
- Golf de l'Île-Fleurie
- Golf de La Vaucouleurs
- Golf Hôtel de Mont-Griffon
- Golf de Saint-Quentin-en-Yvelines
- Golf du Tremblay-sur-Mauldre
- Golf de La Grenouillère
- Golf du Parc du Tremblay
- Golf de Béthemont
- Golf national
- Golf du Haras-de-Jardy
- Golf de Saint-Marc
- Golf de Feucherolles
- Golf de Rueil-Malmaison
- Golf du Paris Country-Club
- Golf du Stade Français Haras Lupin